# Michael Andrews
Michael Andrews (17 de novembre de 1967, San Diego, Estats Units) és un músic i compositor de bandes sonores dels Estats Units.

## Inicis de la carrera
Quan era jove va liderar alguns grups musicals, entre els quals The Bel Aires i Humbletones. El 1985 va crear The Origin amb el seu amic Gary Jules i uns altres tres membres. Amb Andrews com el principal compositor i vocalista, The Origin va signar un contracte amb Virgin Records el 1989. El 1990 van gravar el primer disc, titulat també The Origin (aleshores Jules ja havia deixat el grup). Cap dels àlbums no va tenir gaire èxit comercial, i aquell mateix any es va dissoldre el grup. Als anys següents, Andrews va formar part dels grups Greyboy Allstars i Elgin Park, i va produir els dos primers àlbums de Gary Jules: Greetings from the Side i Trading Snakeoil for Wolftickets. Andrews també ha produït, entre d'altres, l'EP de Brendan Benson Metarie, l'àlbum de Metric Old World Underground, Where Are You Now? i l'àlbum d'Inara George All Rise.

## Bandes sonores
Michael Andrews va entrar al món de les bandes sonores després que el 1997 demanessin a Greyboy Allstars que posessin música a la pel·lícula de Jake Kasdan Zero Effect. Poc després va treballar a la sèrie de televisió de culte Freaks and Geeks, i l'any 2000 va arribar-li l'encàrrec més popular: la banda sonora de Donnie Darko, debut cinematogràfic del director Richard Kelly, i també considerada una obra de culte.
Malgrat que Andrews es considera principalment un guitarrista, per a Donnie Darko va haver d'aprendre a tocar el piano, atès que Kelly no volia so de guitarra a la pel·lícula. De fet, a causa del baix pressupost, va haver de tocar ell mateix tots els instruments: piano, mellotron, marimba, xilòfon, ukulele, orgue, etc. A més a més, i així com diversos compositors de referència (com John Barry o Ennio Morricone), Andrews volia afegir una cançó a la música instrumental que havia compost, i per això va escollir el tema de Tears for Fears «Mad World» (publicat el 1982). En aquesta nova versió la veu anava a càrrec del seu amic Gary Jules, mentre que Andrews tocava el piano. El tema es va vendre com un single i va arribar a ser número u en vendes al Regne Unit durant el Nadal del 2003, entrant també a les llistes de singles més venuts a Irlanda, Dinamarca, Països Baixos i Austràlia. L'àlbum amb la banda sonora completa va vendre unes 100.000 còpies. Les crítiques van qualificar la música composta per Andrews amb adjectius d'«inquietant», «esfereïdora» i «evocadora», i van afirmar que s'ajustava bé a l'atmosfera de la pel·lícula.
Des d'aleshores ha continuat realitzant bandes sonores per a altres pel·lícules, com Cypher de Vincenzo Natali i Nothing.

## Discografia

### Bandes sonores per a cinema
- Zero Effect (1998)
- Out Cold (2001)
- Donnie Darko (2001)
- Cypher (2002)
- Orange County (2002)
- Nothing (2003)
- My Suicidal Sweetheart (2004)
- Me and You and Everyone We Know (2005)
- Walk Hard: The Dewey Cox Story (2007)
- Bad Teacher (2011)
- The Heat (2013)
- Second Act (2018)
- Instant Family (2018)

### Bandes sonores per a televisió
- Freaks and Geeks (1999-2000)
- Undeclared (2001-2002)
- Wonderfalls (2004)
- Desire - Ford Mondeo (2007)